# Красна Орловка
Кра́сна Орло́вка (рос. Красная Орловка) — село у складі Новокузнецького району Кемеровської області, Росія. Входить до складу Центрального сільського поселення.

## Населення
Населення — 396 осіб (2010; 418 у 2002).
Національний склад (станом на 2002 рік):
- росіяни — 93 %